# Molorchoepania barbieri
Molorchoepania barbieri är en skalbaggsart som först beskrevs av Maurice Pic 1949.  Molorchoepania barbieri ingår i släktet Molorchoepania och familjen långhorningar.
Artens utbredningsområde är Laos. Inga underarter finns listade i Catalogue of Life.